# Klement III.
 Ovo je glavno značenje pojma Klement III.. Za istoimenog protupapu pogledajte Klement III., protupapa.
Klement III. (Paolo Scolari, † 25. ožujka 1191.), je bio papa od 19. prosinca 1187. godine. Prije pontifikata je bio subđakon, nadsvećenik Sv. Marije Maggiore i od 1181. do 1187. kardinal biskup u Praenesteu.

## Povijest
Rimljanin Klement III. je kao prvi papa uspio napraviti ugovor s gradom Rimom koji mu omogućava miran boravak i vladavinu na Svetoj Stolici. Godine 1189., on s carem Fridrikom I. Barbarosom sklapa Strasburški ugovor koji omogućava cjelokupan povratak crkvene države u ruke pape. Za vrijeme pontifikata Klementa III., Fridrik I. kreće u Treći križarski rat.